# Weinigpoten
Weinigpoten (Pauropoda) vormen een klasse van kleine, geleedpotige dieren uit de onderstam duizendpotigen (Myriapoda). Wereldwijd zijn er ongeveer 780 soorten bekend. Volwassen weinigpoten leven voornamelijk in bodems en dode bladeren. Ze bereiken een lichaamslengte van hoogstens 2 mm lang. Weinigpoten zijn waarschijnlijk een zustergroep van de miljoenpoten.

## Leefgebied en gewoonten
Weinigpoten komen overal ter wereld voor. In één liter grond zitten gemiddeld vijf tot tien exemplaren. Ze bewonen de bovenste centimeters van de bodem, bij voorkeur in losse humusrijke grond. Ze kunnen echter tot op 50 cm diepte voorkomen. Waarop de dieren precies op foerageren is nog niet volledig bekend. Tot dan toe bestudeerde soorten voedden zich met schimmeldraden (hyfen), waarbij ze deze draden aanbijten met behulp van hun kaken en vervolgens met mondspieren de draden als het ware leegzuigen.

## Bouw
Net als alle andere leden van de duizendpotigen bestaan de weinigpotigen uit dieren met gelijkvormige segmenten. De weinigpotigen in West-Europa hebben negen of tien segmenten, elk met één paar poten. Van boven bezien lijkt het of het dier minder dan tien segmenten heeft. Dat komt doordat bij sommige segmenten de rugschilden (tergieten) rudimentair zijn of helemaal niet voorkomen. Bij de weinigpotigen zitten in de tweede tot en met zesde tergiet telkens een duidelijk zichtbaar borstelvormig zintuigorgaan, het trichobothrium.
De poten zijn bijna allemaal gelijk van vorm, alleen het eerste paar poten kan minder geledingen hebben of ontbreekt geheel. Op het 2de tot het 12de paar poten hebben de dieren uitstulpbare zakjes (zogenaamnde coxalorgane) en van het 3de tot de 12 ook nog eens griffelvormige structuren (styli).
De kop is heel erg klein, de hersens reiken tot in het eerste lichaamssegment. De ogen ontbreken, maar de kop is wel aan beide zijden voorzien van  organen die gevoelig zijn voor chemische en mechanische prikkels. De antennes zijn samengesteld uit een keten van gelijke geledingen.
De bovenkaken van de dieren zijn puntig en bestaan uit slechts één geleding. Zij dienen voor het doorboren van schimmeldraden. De onderkaken zijn smal en liggen naast een driehoekige plaatje dat gevormd wordt uit de bijbehorende borstplaat (sterniet).  Evenals bij de Symphyla (wortelduizendpoten) ontbreekt een tweede bovenkaak.

## Taxonomie

Fylogenie Myriapoda

Over de indeling binnen de klassieke taxonomie bestaat geen consensus. Volgens moleculair genetisch onderzoek zijn de Pauropoda en de Diplopoda (miljoenpoten) zogenaamde zustergroepen. Zij vormen samen een clade die de zustergroep is van de Symphyla (wortelduizendpoten). Deze drie vormen samen weer een zustergroep van de Chilopoda (duizendpoten). 
Binnen de Pauropoda worden vier families onderscheiden:
- Brachypauropodiadae
- Eurypauropodidae
- Scleropauropodidae
- Pauropodidae